# Mary Ross
Mary Ross, född okänt år, död 1847, var en brittisk affärsidkare.  Hon är känd som leverantör av skepp till den brittiska flottan under Napoleonkrigen.
Hon var gift med skeppsbyggaren Charles Ross (d. 1808) i Rochester och övertog verksamheten efter hans död. Hennes makes skeppsvarv i Rochester byggde skepp och fartyg åt Hudson Bay-kompaniet och Engelska Ostindiska kompaniet, och under hennes ledning vid tiden Napoleonkrigen  blev hon en av den brittiska flottans regelbundet anlitade skeppsbyggare och därmed anlitad av staten. Hon var framgångsrik och tjänade en förmögenhet. När skeppsbyggarindustrin upplevde en nedgång efter Napoleons nederlag 1815 avvecklade hon företaget och drog sig tillbaka med en stor förmögenhet och delade upp förmögenheten mellan sina barn.